# Alexandre Papon
Pour les articles homonymes, voir Papon.
Alexandre Papon, né le 5 septembre 1821 à Évreux (Eure) et mort le 2 avril 1895 à Monte-Carlo (Monaco), est un homme politique français.
Négociant en dentelles à Évreux, il est un opposant à l'Empire. Exilé en 1851, il ne revient qu'en 1859 et continue ses activités d'opposant. Il est juge au tribunal de commerce et conseiller général du canton de Nonancourt. Il est député, républicain, de l'Eure, de 1876 à 1889. Il est l'un des 363 qui refusent la confiance au gouvernement de Broglie, le 16 mai 1877.

## Publications
- La République et le Coup d'État dans le département de l'Eure, 1869

## Sources
- Jean Jolly (dir.), Dictionnaire des parlementaires français, Presses universitaires de France
- « Alexandre Papon », dans Adolphe Robert et Gaston Cougny, Dictionnaire des parlementaires français, Edgar Bourloton, 1889-1891 [détail de l’édition]